# Metaraphidia confusa
Metaraphidia confusa là một loài côn trùng trong họ Mesoraphidiidae thuộc bộ Raphidioptera. Loài này được Whalley miêu tả năm 1985.